# Михайлина Левицька

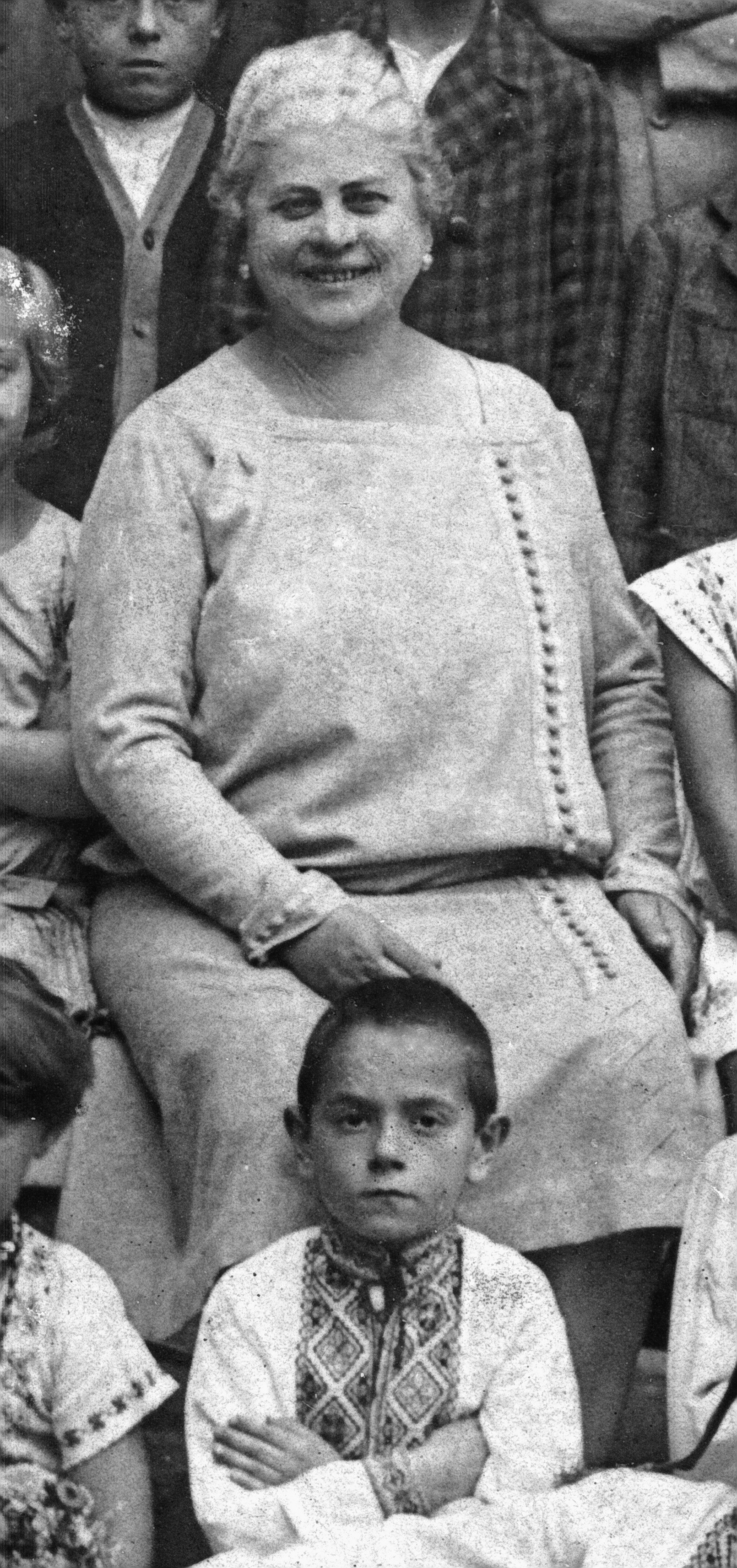
Педагог, член УНРади Буковини

Левицька Михайлина (1879 — 8 вересня 1932) — педагог, членкиня буковининської секції Української Національної Ради Західноукраїнської Народної Республіки.

## Життєпис
Народилась в Чернівцях в сім'ї поштового службовця. В 1898 році закінчила державну учительську семінарію.
Вчителювала в Чернівцях, зокрема в приватному учительському семінарі для дівчат товариства «Українська школа».
З 24 жовтня 1918 року членкиня буковинської делегації Української Національної Ради як представниця жіноцтва. Підписала Маніфест від 27 жовтня 1918 про заснування Української держави із земель Австро-Угорщини.
Засновниця і незмінна голова створеного восени 1919 р. Комітету українських пань для допомоги полоненим, поворотцям і жертвам війни.
Була першою українкою, обраною депутатом Чернівецької міської ради (1926 і 1930 роках).
|  | Тож кличу я до Вас, дорогі сестри, не дайтеся завстидати тим кільком відважним жінкам, котрі в тій такій великій, але такій важкій хвилі нашої історії стали до відважного бою з голодом, холодом і тою страшною нуждою, яка от-от думала поконати недобитки наших славних борців за волю |

.
В 1928 році провела в Народному домі 3-місячний курс неграмотних для вивчення заброненої української мови.
Організаторка Жіночого конгресу в Чернівцях в 1929 року.
Померла і похована в Чернівцях.